# 小行星7676
小行星7676（英語：7676）是一颗围绕太阳公转的小行星。1995年11月18日，清水義定、浦田武在那智胜浦町发现了此天体。
这颗小行星的绝对星等为86.83205等。